# Orden de Nunavut
La Orden de Nunavut (en francés: Ordre du Nunavut, Inuktitut: ᓄᓇᕗᒻᒥ ᐃᓕᓴᖅᓯᔾᔪᑦ ᐅᔭᒥᒃ, romanizada: Nunavumni Ilisaqsijjutujamik, Inuinnaqtun: Nangariyauyunut Nunavunmi) es un honor civil por mérito en el territorio canadiense de Nunavut. Instituido en 2010 es el más alto honor que puede otorgar el Gobierno de Nunavut. Está destinado a honrar a los residentes actuales y anteriores del territorio (o el territorio que se convirtió en Nunavut).

## Creación e historia
La Orden fue creada por la aprobación de la Ley de la Orden de Nunavut a finales de 2009. El premio se basa en las órdenes de las provincias canadienses. Los inducidos tienen derecho a utilizar las letras postnominales ONu.

## Comité asesor y de elegibilidad
El Comisionado de Nunavut puede deducir un máximo de tres individuos cada año. Una comisión consultiva integrada por el presidente de la Asamblea Legislativa de Nunavut, el Juez Superior del Tribunal de Justicia de Nunavut y el presidente de Nunavut Tunngavik Incorporated. Al igual que otras órdenes provinciales, los políticos y jueces activos no pueden ser nombrados a la orden mientras están en el cargo. Al igual que la Orden Nacional de Quebec, el premio se entrega en el Parlamento del territorio. Aunque el Comisionado del territorio otorga el premio, él o ella también es automáticamente un miembro de la orden de oficio.

## Miembros
La siguiente es una lista de miembros de la orden:
Cancilleres/Comisarios
- Ann Meekitjuk Hanson (2010)

- Edna Elías (2010)

- Nellie Kusugak (2015)

- Eva Aariak (2021)

2011
- Michael Gardener

- Mark Kalluak[2]

- José Amaujaq Kusugak

2012
- Kenojuak Ashevak

- Charlie Panigoniak

2013
- Jimmy Akavak

- Louis Angalik Sr.

- Davidee Arnakak

2014
- John Amagoalik

2015
- Tagak Curley[3]

- Bill Lyall[3]

- Robert Lechat[3]

2016
- Louie Kamookak

- Ellen Hamilton
- Red Pedersen

2017
- Betty Brewster

- Ludy Pudluk

2018
- Zacharias Kunuk[4]

2019
- Peter Tapatai[5]